# Стоил Михайлов
Стоил Михайлов Кръстев е български революционер, деец на Вътрешната македоно-одринска революционна организация.

## Биография
Роден е в 1880 година в град Кочани, тогава в Османската империя. В 1899 година влиза във ВМОРО и действа като куриер. В 1904 година му е възложено да разбие оръжейния магазин на Аджемски в Кочани, но не успява. Арестуван и е осъден на година и половина затвор, които лежи в Куршумли хан в Скопие. В 1906 година е заловен след убийството на Перко Велешанец в Кочани, но след 5 в ареста в Скопие е освободен поради отсъствие на доказателства. На следната 1907 година отново е арестуван след убийството на Гина Ристова в Кочани, но отново след 3 месеца арест и мъчение е освободен поради отсъствие на доказателства. В същата година му е възложено да убие Гиго Богданов от Кочани, предал четата на Ефрем Чучков, когато се намирала в града. Михайлов го убива пред дома му и се измъква неразкрит от властите. При Обезоръжителната акция на младотурците е арестуван и в Скопие е осъден на 8 години затвор, от които лежи само 1.
След като Кочанско попада в Сърбия след Междусъюзническата война, в 1914 година Михайлов бяга в Свободна България. Участва в Първата световна война с Българската армия.
На 21 март 1943 година, като жител на Кочани, подава молба за българска народна пенсия, като „виден българин“. Молбата е одобрена и пенсията е отпусната от Министерския съвет на Царство България.